# 拉热迪纽
拉热迪纽（葡萄牙語：Lajedinho）是巴西巴伊亚州的一个市镇。总面积807.336平方公里，总人口4248人，人口密度5.3人/平方公里。